# Цана (Салерно)
Цана је насеље у Италији у округу Салерно, региону Кампанија.
Према процени из 2011. у насељу је живело 110 становника. Насеље се налази на надморској висини од 474 м.